# San Marzano di San Giuseppe
San Marzano di San Giuseppe är en stad i den italienska provinsen Taranto i Apulien. Kommunen hade 9 228 invånare (2017).
Stadens invånare härstammar från arberesjerna, en albansk folkgrupp som flydde från det osmanska ockuperade Albanien till Italien på 1400-talet.[källa behövs]